# Баштерма
Баштерма (баш. Баштирмә) — деревня в Благоварском районе Республики Башкортостан Российской Федерации. Входит в состав Ямакаевского сельсовета. 

## География

### Географическое положение
Расстояние до:
- районного центра (Языково): 21 км,
- центра сельсовета (Ямакай): 4 км,
- ближайшей ж/д станции (Благовар): 22 км.

## Население
| 2002 | 2009 | 2010 |
| ---- | ---- | ---- |
| 13   | ↗20  | ↘17  |

### Национальный состав
Согласно переписи 2002 года, преобладающая национальность — башкиры (100 %).